# Jędrzej Hycnar
Jędrzej Hycnar (ur. 6 kwietnia 1997 w Tarnowie) – polski aktor filmowy, telewizyjny, teatralny i głosowy, reżyser.

## Życiorys
W szkole podstawowej wybrał klasę sportową. Uczył się w I Liceum Ogólnokształcącym im. Kazimierza Brodzińskiego w Tarnowie. Studiował na Wydziale Aktorskim Akademii Teatralnej w Warszawie. Przed kamerą zadebiutował w 2014 jako nastolatek rolą głównego bohatera w niezależnym fabularyzowanym filmie dokumentalnym. Związany jest z Teatrem „OdMowy” działającym przy Stowarzyszeniu Inicjatyw Społeczno-Gospodarczych „Europa-Polska”, współpracuje z Teatrem im. Ludwika Solskiego w Tarnowie oraz Teatrem Polskiego Radia. W czerwcu 2015 otrzymał Nagrodę Miasta Tarnowa w dziedzinie kultury.
Za rolę w filmie Napad był nominowany do nagrody im. Zbyszka Cybulskiego.

## Życie prywatne
Jest synem lekarki i właściciela zakładu fotografii barwnej. Młodszy brat aktora Marcina Hycnara. Wśród rodzeństwa jest również siostra.

## Role
- 2019: Piłsudski jako Kostek
- 2020: Jonasz z 2B jako Karol
- 2020–2021: Zakochani po uszy jako Michał Partyka
- 2020: Żywioły Saszy. Ogień jako Adam Gajek
- 2020: Ludzie i bogowie jako Wilk
- 2020: Osiecka jako Marek Hłasko
- 2021: Receptura jako Tomek Łuczyński
- 2023: Dziewczyna i kosmonauta jako Niko[11]
- 2024: Napad jako Kacper Surmiak
- 2025: Vinci 2 jako Cień

## Dubbing
- 2014: Munio: Strażnik Księżyca – Munio
- 2018: Player One – Wade Owen Watts / Parzival
- 2018: Kapitan Tsubasa – Genzo Wakabayashi[12]
- 2018: Bakugan: Battle Planet – Magnus Black[13]
- 2019: The Mandalorian – Toro Calican
- 2019: High School Musical: Serial – Ricky Bowen[14]
- 2020: Nowi mutanci – Sam Guthrie / Cannonball
- 2020: Valorant (gra wideo) – Sova
- 2020: Linia obrony – Daniel Morelli
- 2021: Przeznaczenie: Saga Winx – Dane
- 2022: Detektyw Conan: Herbatka u Zero – Rei Furuya[15]
- 2023: Blue Beetle – Jaime Reyes/ Blue Beetle
- 2025: Devil May Cry – Dante[16]
- 2025: Kakegurui: Bet – Chad White[17]

## Audiobooki i słuchowiska radiowe
- 2020: Ken Follett, Upadek gigantów[18] jako Chuck Dixon (Wydawnictwo Albatros i Audioteka)
- 2020: Marta Rebzda, Chaja i Chaim. Opowieść o dwóch liściach (Teatr Polskiego Radia)[19]
- 2020: Jean-Jacques Eigeldinger, Tchnienie. Poeta fortepianu (Teatr Polskiego Radia)[20]
- 2020: Cezary Harasimowicz, Mirabelka (Teatr Polskiego Radia)[21]
- 2021: Fiodor Dostojewski, Zbrodnia i kara jako Rodion Raskolnikow (Audioteka)[22]

## Nagrody
- 2014: 12. Ogólnopolski Festiwal Małych Form Teatralnych Arlekinada w Inowrocławiu – nagroda dla najlepszego aktora[23] za monodram Dłoń według książki Andrzeja Dąbrowskiego[24]
- 2015: 13. Ogólnopolski Festiwal Małych Form Teatralnych Arlekinada w Inowrocławiu – nagroda dla najlepszego reżysera za Łysą śpiewaczkę Eugène Ionesco[24][25]
- 2015: „Nadzieja Roku” – Nagroda Miasta Tarnowa
- 2020: Nagroda „Róży” Sekcji Krytyków Teatralnych ZASP za debiut w kategorii: słuchowisko radiowe za rolę w słuchowisku „Chaja i Chaim. Opowieść o dwóch liściach”[7]
- 2020: Nagroda Teatru Polskiego Radia „Arete 2020” za najlepszy debiut aktorski w słuchowisku Marty Rebzdy „Chaja i Chaim. Opowieść o dwóch liściach” w reżyserii Waldemara Modestowicza[26]